# エインセル
エインセル(Ainsel)は、イングランド北部、ノーサンバーランドに棲むといわれる、尖った耳を持つ少女の妖精の一種。
その名は方言で「自分自身」を意味するという。
ある夜更けに、農家の少年が暖炉の傍で遊んでいたところ、突然少女が現れ、自分を「エインセル」と名乗った。
少年は少し考えて「僕もエインセルだよ」と名乗り、彼女と仲良くなった。
しばらくして、少年は失敗してエインセルに火傷を負わせてしまった。
エインセルは泣き出し、自分の母親を呼び出した。
母親がエインセルに「お前を傷つけたのは誰だ？」と質問した所、エインセルは「エインセルよ」と答えた。
これには母親も困り果て、少年は復讐されずに済んだという。